# Cadenazzo
Cadenazzo (lmo. Cadenazz) – miejscowość i gmina w południowej Szwajcarii, w kantonie Ticino, w okręgu (distretto) Bellinzona, w powiecie (circolo) Sant’Antonino. 13 marca 2005 do gminy przyłączono gminę Robasacco.  

## Demografia
W Cadenazzo mieszka 3068 osób. W 2022 roku 41,6% populacji gminy stanowiły osoby urodzone poza Szwajcarią. 

## Transport
Przez teren gminy przebiegają autostrada A2 oraz drogi główne nr 2 i nr 406.